# Atletism la Jocurile Olimpice de vară din 1988 - 1.500 m (feminin)

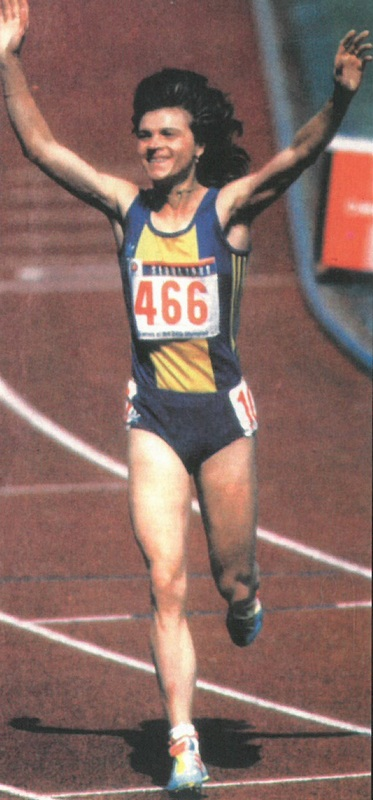
Paula Ivan a câștigat medalia de aur

Proba de 1.500 de metri feminin de la Jocurile Olimpice de vară din 1988 a avut loc în perioada 29 septembrie - 1 octombrie 1988 pe Stadionul Olimpic din Seul.

## Recorduri
Înaintea acestei competiții, recordurile mondiale și olimpice erau următoarele:
| Record  | Atletă                  | Timp    | Loc                        | Data           |
| ------- | ----------------------- | ------- | -------------------------- | -------------- |
| Mondial | Tatiana Kazankina (URS) | 3:52,47 | Zürich, Elveția            | 13 august 1980 |
| Olimpic | Tatiana Kazankina (URS) | 3:56,56 | Moscova, Uniunea Sovietică | 6 iulie 1980   |

## Rezultate

### Calificări
S-au calificat în finală primele patru atlete din fiecare serie și următoarele atlete cu cei mai buni patru timpi. 

#### Seria 1
| Loc | Atletă               | Țară                       | Timp    |
| --- | -------------------- | -------------------------- | ------- |
| 1   | Doina Melinte        | România                    | 4:06,87 |
| 2   | Debbie Bowker        | Canada                     | 4:07,06 |
| 3   | Tetiana Samolenko    | Uniunea Sovietică          | 4:07,11 |
| 4   | Kim Gallagher        | Statele Unite ale Americii | 4:07,22 |
| 5   | Elly van Hulst       | Olanda                     | 4:07,40 |
| 6   | Kirsty Wade          | Marea Britanie             | 4:08,37 |
| 7   | Liubov Gurina        | Uniunea Sovietică          | 4:08,59 |
| 8   | Angela Chalmers      | Canada                     | 4:08,64 |
| 9   | Vera Michallek       | Germania de Vest           | 4:10,05 |
| 10  | Cornelia Bürki       | Elveția                    | 4:10,89 |
| 11  | Khin Khin Htwe       | Birmania                   | 4:20,92 |
| 12  | No Hye-sun           | Coreea de Sud              | 4:26,05 |
| 13  | Daphrose Nyiramutuzo | Rwanda                     | 4:32,31 |
| 14  | Poloni Avek          | Papua Noua Guinee          | 4:46,49 |

#### Seria 2
| Loc | Atletă               | Țară                       | Timp    |
| --- | -------------------- | -------------------------- | ------- |
| 1   | Paula Ivan           | România                    | 4:03,33 |
| 2   | Mary Slaney          | Statele Unite ale Americii | 4:03,61 |
| 3   | Andrea Hahmann       | Germania de Est            | 4:03,65 |
| 4   | Lynn Williams        | Canada                     | 4:04,20 |
| 5   | Shireen Bailey       | Marea Britanie             | 4:04,65 |
| 6   | Christina Cahill     | Marea Britanie             | 4:05,33 |
| 7   | Laimutė Baikauskaitė | Uniunea Sovietică          | 4:05,74 |
| 8   | Fatima Aouam         | Maroc                      | 4:06,87 |
| 9   | Hassiba Boulmerka    | Algeria                    | 4:08,33 |
| 10  | Susan Sirma          | Kenya                      | 4:10,13 |
| 11  | Regina Jacobs        | Statele Unite ale Americii | 4:18,09 |
| 12  | Letitia Vriesde      | Surinam                    | 4:19,58 |
| 13  | Laverne Bryan        | Antigua și Barbuda         | 4:39,73 |
| 14  | Rachel Thompson      | Sierra Leone               | 5:31,42 |

### Finala
| Loc | Atletă               | Țară                       | Timp       |
| --- | -------------------- | -------------------------- | ---------- |
| 1   | Paula Ivan           | România                    | 3:53,96 RO |
| 2   | Laimutė Baikauskaitė | Uniunea Sovietică          | 4:00,24    |
| 3   | Tetiana Samolenko    | Uniunea Sovietică          | 4:00,30    |
| 4   | Christina Cahill     | Marea Britanie             | 4:00,64    |
| 5   | Lynn Williams        | Canada                     | 4:00,86    |
| 6   | Andrea Hahmann       | Germania de Est            | 4:00,96    |
| 7   | Shireen Bailey       | Marea Britanie             | 4:02,32    |
| 8   | Mary Slaney          | Statele Unite ale Americii | 4:02,49    |
| 9   | Doina Melinte        | România                    | 4:02,89    |
| 10  | Fatima Aouam         | Maroc                      | 4:08,00    |
| 11  | Kim Gallagher        | Statele Unite ale Americii | 4:16,25    |
| 12  | Debbie Bowker        | Canada                     | 4:17,95    |